# Киреев, Валентин Александрович
Киреев Валентин Александрович (16 [28] октября 1899, Пермь — 8 ноября 1974, Москва) — советский химик, директор Химического института Дальневосточного филиала АН СССР (1935—1937), директор Московского инженерно-строительного института (1937—1973). Лауреат Государственной премии СССР. Занимался исследованиями в области химической термодинамики. Внёс большой вклад в разработку методов расчёта термодинамических параметров химических реакций и фазовых переходов, а также термодинамических свойств индивидуальных веществ.

## Биография
Киреев Валентин Александрович родился в Перми, 16 октября 1899 года. В 1924 году окончил Московский университет, после чего с 1927 по 1933 работал в Физико-химическом институте (до 1931- химический институт им. Л. Я. Карпова).
1935—1937 гг. — директор Химического Института Дальневосточного филиала АН СССР (Владивосток).
1937—1973 гг. — профессор Московского инженерно-строительного института.
Урна с прахом захоронена в колумбарии Донского кладбища.

## Научная деятельность
Основная научная деятельность Валентина Александровича посвящена изучению химической термодинамики. В 1927—1934 годах принимал участие в составлении «Технической энциклопедии» в 26-и томах под редакцией Л. К. Мартенса, автор статей по тематике «химия». В период с 1931 по 1940 гг. им был создан целый ряд новых методов изучения растворов электролитов и фазовых равновесий в них. В 1940 году он разработал методы расчёта некоторых термодинамических параметров химических реакций и фазовых переходов в них. В период с 1953 по 1965 гг. Киреев разработал методы расчёта термодинамических свойств индивидуальных веществ. Результаты его работ были изложены в монографии «Методы практических расчётов в термодинамике химических реакций» (1970, 2-е изд. 1975).
Автор учебников «Краткий курс химии» (1959, 5-е изд., 1978), «Курс физической химии» (1955, 3-е изд. 1975) и «Методы практических расчётов в термодинамике химических реакций» (1975).

### Основные труды
- Киреев В. А. Курс физической химии. Учебник для студентов химических специальностей вузов. М.: Химия, 1975. 766 с.
- Киреев В. А. Методы практических расчетов в термодинамике химических реакций. М.: Химия, 1975. 536 с.
- Киреев В. А. Краткий курс физической химии. М.: Химия, 1969. 638 с.

## Награды и звания
- Государственная премия СССР (1969) — За свою выдающуюся научную деятельность в области химической термодинамики.